# Lennart Czyborra
Lennart Czyborra (Berlín, 3 de mayo de 1999) es un futbolista alemán que juega en la demarcación de defensa para el WSG Tirol de la Bundesliga.

## Biografía
Tras empezar a formarse como futbolista en las categorías inferiores del FC Energie Cottbus y del FC Schalke 04, finalmente en 2018 se marchó al Heracles Almelo. Jugó en la Eredivisie, llegando a disputar un total de 39 partidos de liga y cuatro de copa. Tras dos temporadas en el club neerlandés, en 2020 se marchó a la disciplina del Atalanta BC. El 14 de julio de 2020 hizo su debut con el primer equipo, haciéndolo en la jornada 33 de la Serie A contra el Brescia Calcio tras sustituir a Berat Djimsiti en el minuto 74. Sería el único partido que jugó antes de marcharse, en el mes de septiembre, cedido dos temporadas con obligación de compra al Genoa C. F. C. En la segunda de ellas fue prestado al Arminia Bielefeld, aunque en enero de 2022 regresó al conjunto genovés. Año y medio después este lo cedió al PEC Zwolle. También fue prestado en la temporada 2024-25, siendo el WSG Tirol su nuevo destino.

## Clubes
| Club                       | País         | Año       | Partidos | Goles |
| -------------------------- | ------------ | --------- | -------- | ----- |
| Heracles Almelo            | Países Bajos | 2018-2020 | 43       | 2     |
| Atalanta B. C.             | Italia       | 2020      | 1        | 0     |
| Genoa C. F. C. (cedido)    | Italia       | 2020-2021 | 19       | 2     |
| Arminia Bielefeld (cedido) | Alemania     | 2021-2022 | 5        | 0     |
| Genoa C. F. C.             | Italia       | 2022-2023 | 5        | 0     |
| PEC Zwolle (cedido)        | Países Bajos | 2023-2024 | 6        | 0     |
| WSG Tirol (cedido)         | Austria      | 2024-     | 21       | 0     |